# Средний Шаранай
Средний Шаранай — село в Оловяннинском районе Забайкальского края России. Входит в состав сельского поселения «Единенское».

## География
Село находится в северной части района на расстоянии примерно 23 километра (по прямой) к северо-востоку от посёлка городского типа Оловянная.
Климат
Климат характеризуется как резко континентальный, с большими колебаниями средних температур зимних и летних месяцев, а также резкими колебаниями температур в течение одних суток. Среднегодовая температура воздуха составляет −1,4 °С. Абсолютный максимум температуры воздуха — 39,2 °С; абсолютный минимум — −45,5 °С. Среднегодовое количество осадков — 342 мм.
Часовой пояс
Село Средний Шаранай находится в часовой зоне МСК+6. Смещение применяемого времени относительно UTC составляет +9:00.

## История
Основано в 1868 году.

## Население
Постоянное население составляло 4 человека в 2002 году (русские 100 %), 1 человек в 2010 году.